# Liste der Baudenkmale in Pritzwalk
In der Liste der Baudenkmale in Pritzwalk sind alle Baudenkmale der brandenburgischen Stadt Pritzwalk und ihrer Ortsteile aufgelistet. Grundlage ist die Veröffentlichung der Landesdenkmalliste mit dem Stand vom 31. Dezember 2020.

## Baudenkmale in den Ortsteilen
In den Spalten befinden sich folgende Informationen:
- ID-Nr.: Die Nummer wird vom Brandenburgischen Landesamt für Denkmalpflege vergeben. Ein Link hinter der Nummer führt zum Eintrag über das Denkmal in der Denkmaldatenbank. In dieser Spalte kann sich zusätzlich das Wort Wikidata befinden, der entsprechende Link führt zu Angaben zu diesem Denkmal bei Wikidata.
- Lage: die Adresse des Denkmales und die geographischen Koordinaten. Link zu einem Kartenansichtstool, um Koordinaten zu setzen. In der Kartenansicht sind Denkmale ohne Koordinaten mit einem roten beziehungsweise orangen Marker dargestellt und können in der Karte gesetzt werden. Denkmale ohne Bild sind mit einem blauen bzw. roten Marker gekennzeichnet, Denkmale mit Bild mit einem grünen beziehungsweise orangen Marker.
- Bezeichnung: Bezeichnung in den offiziellen Listen des Brandenburgischen Landesamtes für Denkmalpflege. Ein Link hinter der Bezeichnung führt zum Wikipedia-Artikel über das Denkmal.
- Beschreibung: die Beschreibung des Denkmales
- Bild: ein Bild des Denkmales und gegebenenfalls einen Link zu weiteren Fotos des Baudenkmals im Medienarchiv Wikimedia Commons

### Alt Krüssow
| ID-Nr.   | Lage                             | Bezeichnung                                                                                         | Beschreibung | Bild                                                                                                |
| -------- | -------------------------------- | --------------------------------------------------------------------------------------------------- | --- | --------------------------------------------------------------------------------------------------- |
| 09161245 | Dorfstraße Alt Krüssow 17 (Lage) | Gehöft, bestehend aus Wohnhaus, zwei Wirtschaftsgebäuden, Hofpflasterung und Resten der Einfriedung | | Gehöft, bestehend aus Wohnhaus, zwei Wirtschaftsgebäuden, Hofpflasterung und Resten der Einfriedung |
| 09161273 | Dorfstraße Alt Krüssow 29 (Lage) | Saalbau des Gasthofes                                                                               | | Saalbau des Gasthofes                                                                               |
| 09160011 | Dorfstraße Alt Krüssow 32 (Lage) | Wallfahrtskirche                                                                                    | Die ehemalige Wallfahrtskirche St. Anna ist ein Saalbau aus Feldsteinen mit fast quadratischer Kapelle an der Nordseite. Gestiftet wurde die Kirche vom Havelberger Bischof Johannes von Schlabrendorff und im Jahre 1520 eingeweiht. Der neugotische Turmanbau an der Westseite erfolgte in den Jahren 1879 bis 1880. | weitere Bilder                                                                                      |

### Beveringen
| ID-Nr.            | Lage                            | Bezeichnung                                                    | Beschreibung | Bild               |
| ----------------- | ------------------------------- | -------------------------------------------------------------- | --- | ------------------ |
| 09160049          | ()                              | Grabstätte für jugoslawische Kriegsgefangene, auf dem Friedhof | | ein Bild hochladen |
| 09160048 Wikidata | Dorfstraße Beveringen 11 (Lage) | Dorfkirche Beveringen                                          | Die Kirche wurde Ende des 15. Jahrhunderts erbaut. Es ist ein Saalbau aus Feldstein mit einem Westturm. Im Inneren befindet sich ein Taufstein aus Granit aus dem Mittelalter. | weitere Bilder     |

### Bölzke
| ID-Nr.            | Lage                  | Bezeichnung | Beschreibung | Bild |
| ----------------- | --------------------- | --- | --- | --- |
| 09160936          | Am Bahnhof 1 (Lage)   | Bahnhof Bölzke, bestehend aus Bahnhofsempfangsgebäude mit Stellwerksannex und mechanischem Fahrdienstleiterstellwerk, Toilettenhäuschen, neun mechanischen Außenspannwerken inkl. Zugdrähten auf dem Hausbahnsteig, der mechanischen Schrankenanlage, bestehend aus zwei mechanischen Schranken (rot-weiß), Schrankenkurbel im Stellwerksannex und Zugdrähten, zwei Flügel- bzw. Formsignale sowie gepflastertem Zufahrtsweg und Vorplatz | | Bahnhof Bölzke, bestehend aus Bahnhofsempfangsgebäude mit Stellwerksannex und mechanischem Fahrdienstleiterstellwerk, Toilettenhäuschen, neun mechanischen Außenspannwerken inkl. Zugdrähten auf dem Hausbahnsteig, der mechanischen Schrankenanlage, bestehend aus zwei mechanischen Schranken (rot-weiß), Schrankenkurbel im Stellwerksannex und Zugdrähten, zwei Flügel- bzw. Formsignale sowie gepflastertem Zufahrtsweg und Vorplatz |
| 09160182 Wikidata | Bölzker Straße (Lage) | Dorfkirche | Die Kirche wurde im Jahr 1825 erbaut, und in den Jahren 1872 und 1903 umgebaut. Eine Restaurierung fand von 2009 bis 2011 statt. Es ist ein Saalbau aus Fachwerk und einem Dachturm. Im Inneren ein Kanzelaltar aus der zweiten Hälfte des 18. Jahrhunderts. | weitere Bilder |

### Buchholz
| ID-Nr.            | Lage                          | Bezeichnung                                                                                    | Beschreibung | Bild                                                                                           |
| ----------------- | ----------------------------- | ---------------------------------------------------------------------------------------------- | --- | ---------------------------------------------------------------------------------------------- |
| 09160059 Wikidata | Hauptstraße Buchholz (Lage)   | Dorfkirche                                                                                     | Die Dorfkirche wurde wahrscheinlich zu Beginn des 14. Jahrhunderts erbaut. Es ist ein Saalbau aus Feldstein mit einem Westturm. Die Kirche wurde 1961 renoviert. Der Altaraufsatz im Inneren stammt aus der Zeit um 1700. | weitere Bilder                                                                                 |
| 09160887          | Hauptstraße Buchholz 5 (Lage) | Gehöft, bestehend aus Wohnhaus und vier Wirtschaftsgebäuden mit Hofpflasterung und Einfriedung | | Gehöft, bestehend aus Wohnhaus und vier Wirtschaftsgebäuden mit Hofpflasterung und Einfriedung |

### Falkenhagen
| ID-Nr.            | Lage                                                                | Bezeichnung                                                                    | Beschreibung | Bild                                                                      |
| ----------------- | ------------------------------------------------------------------- | ------------------------------------------------------------------------------ | --- | ------------------------------------------------------------------------- |
| 09160084          | Bahnhofsweg (Lage)                                                  | Bahnhof                                                                        | Der Bahnhof wurde mit der Bahnstrecke Neustadt–Meyenburg 1887 eröffnet. Aus dieser Zeit stammt auch das Empfangsgebäude, ein Typenbau, den es auch an mehreren anderen kleineren Stationen der Strecke gibt. Der Haltepunkt wurde 2007 Richtung Norden in den Gewerbepark verlegt, seitdem wird das Areal des alten Bahnhofs nicht mehr für Bahnzwecke genutzt, das Empfangsgebäude ist nun ein Wohnhaus. | weitere Bilder                                                            |
| 09160085          | Bergweg 1 (Lage)                                                    | Bauernhof, bestehend aus Wohnhaus und drei Wirtschaftsgebäuden                 | | BW                                                                        |
| 09160087          | Hauptstraße Falkenhagen 28 (Lage)                                   | Bauernhof, bestehend aus Wohnhaus mit Einfriedung und drei Wirtschaftsgebäuden | | BW                                                                        |
| 09160088          | Hauptstraße Falkenhagen 31 (Lage)                                   | Bauernhof, bestehend aus Wohnhaus mit Einfriedung und Wirtschaftsgebäuden      | | Bauernhof, bestehend aus Wohnhaus mit Einfriedung und Wirtschaftsgebäuden |
| 09160089 Wikidata | Hauptstraße Falkenhagen 50 (Lage)                                   | Dorfkirche                                                                     | Die Dorfkirche wurde im Jahr 1523 erbaut. Es ist ein Saalbau mit einem Turm. Dieser Turm wurde 1901/1902 im neugotischen Stil umgebaut. Im Inneren ein Kanzelaltar aus dem Jahr 1769. Neben dem Altar befindet sich eine Glocke aus dem Jahr 1487. | weitere Bilder                                                            |
| 09160086          | Meyenburger Straße Falkenhagen 42 Hauptstraße Falkenhagen 42 (Lage) | Bauernhof, bestehend aus Wohnhaus und drei Wirtschaftsgebäuden                 | Der Hof liegt in Ortsmitte an der Kreuzung Haupt- und Meyenburger Straße. Das Wohnhaus ist ein eingeschossiger, zehnachsiger Bau mit Krüppelwalmdach. | Bauernhof, bestehend aus Wohnhaus und drei Wirtschaftsgebäuden            |

### Giesensdorf
| ID-Nr.            | Lage                          | Bezeichnung                                                                 | Beschreibung                     | Bild               |
| ----------------- | ----------------------------- | --------------------------------------------------------------------------- | -------------------------------- | ------------------ |
| 09160097          | ()                            | Gedenkstätte für sowjetische und polnische Zwangsarbeiter, auf dem Friedhof |                                  | ein Bild hochladen |
| 09160096 Wikidata | Dorfstraße Giesensdorf (Lage) | Dorfkirche                                                                  | Datierung: 1451/1500 Umbau: 1844 | weitere Bilder     |

### Kemnitz
| ID-Nr.            | Lage                             | Bezeichnung                                                                              | Beschreibung | Bild           |
| ----------------- | -------------------------------- | ---------------------------------------------------------------------------------------- | --- | -------------- |
| 09160179 Wikidata | Dorfstraße Kemnitz (Lage)        | Dorfkirche                                                                               | Die evangelische Dorfkirche wurde in der Mitte des 14. Jahrhunderts erbaut. Es ist ein Saalbau mit einem Dachturm. Im Inneren ein Altaraufsatz aus dem Barock. | weitere Bilder |
| 09160180          | Dorfstraße Kemnitz 51 (Lage)     | Gehöft, bestehend aus Wohnhaus, zwei Wirtschaftsgebäuden, Hofpflasterung und Einfriedung | | BW             |
| 09160181          | Dorfstraße Kemnitz 57/57b (Lage) | Wassermühle                                                                              | | BW             |

### Kuckuck
| ID-Nr.   | Lage                   | Bezeichnung | Beschreibung | Bild |
| -------- | ---------------------- | ----------- | ------------ | ---- |
| 09160556 | Kuckuckstraße 1 (Lage) | Wohnhaus    |              | BW   |

### Mesendorf
| ID-Nr.            | Lage                                          | Bezeichnung                                                                                          | Beschreibung | Bild               |
| ----------------- | --------------------------------------------- | --- | --- | ------------------ |
| 09160313          | (Lage)                                        | Burgruine mit Wallanlage                                                                             | | BW                 |
| 09160920          | (Lage)                                        | Denkmal für die Befreiungskriege, in den Kronsbergen                                                 | | BW                 |
| 09161211 Wikidata | Havelberger Straße Mesendorf (Lage)           | Dorfkirche mit Kirchhof und Einfriedung                                                              | Die evangelische Dorfkirche ist ein neugotischer Bau aus der Zeit um 1900. Der Westturm ist woh von einem Vorgängerbau und wurde um 1707 erbaut. | weitere Bilder     |
| 09160315          | Havelberger Straße Mesendorf (Lage)           | Parkanlage                                                                                           | Der Gutspark wurde 1880 angelegt und um 1910 im Stil des Kaiserreiches verändert. In dem Park befindet sich die Reste eines Festen Hauses der Familie von Quitzow. | BW                 |
| 09160314          | Havelberger Straße Mesendorf ()               | Grabstätte für jugoslawische Kriegsgefangene                                                         | | ein Bild hochladen |
| 09160109          | Havelberger Straße Mesendorf 31, 35-37 (Lage) | Gutsanlage, bestehend aus Gutshaus, Inspektorenhaus, Wirtschaftsgebäude, Einfriedung und Pflasterung | Das Herrenhaus befindet sich in dem Gutshof. Es wurde um 1786 erbaut, es wurde im 19. Jahrhundert und um 1920 umgebaut und teilweise erweitert. Es ist ein zweigeschossiger Bau mit sieben Achsen. Der Eingang befindet sich in der mitterlen Achse, diese ist wie ein Risalit hervorgehoben. | BW                 |

### Neu Krüssow
| ID-Nr.            | Lage                           | Bezeichnung                                                                                | Beschreibung                           | Bild           |
| ----------------- | ------------------------------ | ------------------------------------------------------------------------------------------ | -------------------------------------- | -------------- |
| 09160911 Wikidata | Neu Krüssower Straße (Lage)    | Dorfkirche                                                                                 | Datierung: nach 1850 Erweiterung: 1883 | weitere Bilder |
| 09160912          | Neu Krüssower Straße (Lage)    | Spritzenhaus                                                                               |                                        | BW             |
| 09160964          | Neu Krüssower Straße 17 (Lage) | Gehöft, bestehend aus Wohnhaus mit Torgebäude, drei Wirtschaftsgebäuden und Hofpflasterung |                                        | BW             |

### Pritzwalk
| ID-Nr.            | Lage                                            | Bezeichnung | Beschreibung | Bild |
| ----------------- | ----------------------------------------------- | --- | --- | --- |
| 09160496          | (Lage)                                          | Stadtmauer | Die Stadtmauer stammt aus der Zeit Anfang des 14. Jahrhunderts. | BW |
| 09160497          | (Lage)                                          | Bismarckturm | Der Bismarckturm wurde von 1904 bis 1905 als Aussichtsturm errichtet. Der Turm besteht aus drei Etagen. In der ersten und zweiten Etage sind Ausstellungsräume, die dritte Etage ist die Aussichtsplattform.                                                                  | Bismarckturm |
| 09160467          | ()                                              | Wilhelm-Pieck-Denkmal | | ein Bild hochladen |
| 09160466          | ()                                              | Gedenktafel für die Vereinigung von KPD und SPD zur SED | Die Gedenktafel erinnert an die Zwangsvereinigung von SPD und KPD zur SED. | ein Bild hochladen |
| 09160464          | ()                                              | Gedenktafel für die erste sowjetische Kommandantur | | ein Bild hochladen |
| 09160465          | Roßstraße 29 (Lage)                             | Gedenktafel für Heinrich Gätke | | Gedenktafel für Heinrich Gätke |
| 09160799 Wikidata | Am Wasserturm 1 (Lage)                          | Wasserturm des Bahnhofs Pritzwalk | Der Wasserturm des Bahnhofs Pritzwalk wurde in der zweiten Hälfte der 1930er Jahre gebaut und gilt als typisches Beispiel nationalsozialistischer Architektur. | weitere Bilder |
| 09160800 Wikidata | Bahnhofstraße 1 (Lage)                          | Empfangsgebäude des Bahnhofs Pritzwalk | Das Empfangsgebäude des Bahnhofs entstand in den 1950er Jahren und ersetzte das bei der Explosion eines Munitionszuges 1945 zerstörte ursprüngliche Gebäude. | weitere Bilder |
| 09160450          | Bürgerplatz ()                                  | Ehrenmal für die Opfer des Faschismus (OdF) und Gedenkstein für Ernst Henkel | | ein Bild hochladen |
| 09160449          | Burgstraße (Lage)                               | Bebauung Burgstraße (westlicher Teil) | | BW |
| 09160718          | Burgstraße 17 (Lage)                            | Wohnhaus, Durchfahrtsgebäude, Speicher und zwei Quergebäude | | Wohnhaus, Durchfahrtsgebäude, Speicher und zwei Quergebäude |
| 09160704          | Burgstraße 28 (Lage)                            | Wohnhaus mit zwei Speichergebäuden | | Wohnhaus mit zwei Speichergebäuden |
| 09160127          | Doerfelstraße 16 (Lage)                         | Villa mit Garten, Luftschutzgarage und Einfriedung | | BW |
| 09160683          | Doerfelstraße 21 (Lage)                         | Villa | | BW |
| 09160453          | Giesensdorfer Weg 1 (Lage)                      | Villa | | Villa |
| 09160454          | Giesensdorfer Weg 3 (Lage)                      | Goetheschule II mit Turnhalle und Einfriedung | Die Goetheschule ist heute ein Gymnasium. Die Schule wurde von 1903 bis 1904 erbaut. Es ist ein Ziegelbau mit einem Uhrenturm. | Goetheschule II mit Turnhalle und Einfriedung |
| 09160776          | Grünstraße 24 (Lage)                            | Schule (heute Wohnhaus) | | Schule (heute Wohnhaus) |
| 09160455          | Grünstraße 31 (Lage)                            | Wohnhaus | | Wohnhaus |
| 09160456          | Grünstraße 32 (Lage)                            | Wohnhaus | | Wohnhaus |
| 09160732          | Grünstraße 49 (Lage)                            | Wohnhaus | | Wohnhaus |
| 09160761          | Hagenstraße (Lage)                              | Lokomotiv-Schuppen der Ostprignitzer Kreiskleinbahn, auf dem Gelände des Bahnhofs Pritzwalk | Der Lokschuppen des Bahnhofs Pritzwalk der Schmalspurbahn wurde 1909 gebaut und ist seit 1969 außer Betrieb. | Lokomotiv-Schuppen der Ostprignitzer Kreiskleinbahn, auf dem Gelände des Bahnhofs Pritzwalk |
| 09160457          | Hagenstraße 1 (Lage)                            | Wohnhaus | | BW |
| 09161043          | Hagenstraße 12 (Lage)                           | Wohnhaus mit Seitenflügel | | BW |
| 09160886          | Havelberger Straße (Lage)                       | Wasserturm | | Wasserturm |
| 09160458          | Havelberger Straße ()                           | Sowjetischer Ehrenfriedhof | | ein Bild hochladen |
| 09160122          | Havelberger Straße 6 (Lage)                     | Wohnhaus mit Schieferfassade | | Wohnhaus mit Schieferfassade |
| 09160459          | Havelberger Straße 19 (Lage)                    | Haustür | | BW |
| 09160460          | Havelberger Straße 30 (Lage)                    | Ehemalige Poliklinik mit Nebengebäude und Einfriedung | | BW |
| 09160757          | Havelberger Straße 32 (Lage)                    | Wohnhaus | | BW |
| 09160486          | Im Hagen (Lage)                                 | Friedrich-Ludwig-Jahn-Denkmal | | Friedrich-Ludwig-Jahn-Denkmal |
| 09160461          | Kathfelder Mühle 1 (Lage)                       | Kathfelder Mühle | | BW |
| 09160773          | Kietz 64 (Lage)                                 | Kreisbibliothek | | Kreisbibliothek |
| 09160485          | Kirchstraße (Lage)                              | Pfarrkirche St. Nikolai | Die evangelische Stadtpfarrkirche entstand wahrscheinlich in der Mitte des 13. Jahrhunderts, wurde allerdings seitdem stark verändert. Der Turmaufbau entstand in den Jahren 1880 bis 1882. Im Inneren ein Altar aus der Zeit um 1470 bis 1480.                               | weitere Bilder |
| 09160462          | Kirchstraße 1 (Lage)                            | Pfarrhaus | | Pfarrhaus |
| 09160463          | Magazinplatz 5 (Lage)                           | Gedenktafel für Hermann Lutz | | Gedenktafel für Hermann Lutz |
| 09160482          | Marktplatz 1 (Lage)                             | Wohnhaus mit Geschäften | | Wohnhaus mit Geschäften |
| 09160468          | Marktstraße 3 (Lage)                            | Wohn- und Geschäftshaus | | Wohn- und Geschäftshaus |
| 09160469          | Marktstraße 4 (Lage)                            | Wohn- und Geschäftshaus | | Wohn- und Geschäftshaus |
| 09160470          | Marktstraße 5 (Lage)                            | Wohn- und Geschäftshaus | | Wohn- und Geschäftshaus |
| 09160471          | Marktstraße 6 (Lage)                            | Wohn- und Geschäftshaus | | Wohn- und Geschäftshaus |
| 09160472          | Marktstraße 7 (Lage)                            | Wohn- und Geschäftshaus | | Wohn- und Geschäftshaus |
| 09160473          | Marktstraße 23 (Lage)                           | Wohn- und Geschäftshaus mit Seitenflügel | | Wohn- und Geschäftshaus mit Seitenflügel |
| 09160474          | Marktstraße 24 (Lage)                           | Wohn- und Geschäftshaus | | Wohn- und Geschäftshaus |
| 09160128          | Marktstraße 25 (Lage)                           | Hotel „Stadt Pritzwalk“ | | Hotel „Stadt Pritzwalk“ |
| 09160475          | Marktstraße 29 (Lage)                           | Wohnhaus mit Seitenflügel und Gasse | | Wohnhaus mit Seitenflügel und Gasse |
| 09160477          | Marktstraße 33 (Lage)                           | Wohnhaus mit Fleischerei und zwei Seitenflügeln | | Wohnhaus mit Fleischerei und zwei Seitenflügeln |
| 09160478          | Marktstraße 38 (Lage)                           | Wohn- und Geschäftshaus | | Wohn- und Geschäftshaus |
| 09160479          | Marktstraße 39 (Lage)                           | Rathaus | Das Rathaus wurde in der Mitte des 19. Jahrhunderts im spätklassizistischen Stil erbaut. | weitere Bilder |
| 09160115          | Meyenburger Straße 10 (Lage)                    | Wohnhaus mit Geschäft | | Wohnhaus mit Geschäft |
| 09160483          | Meyenburger Tor 1, An der Promenade 5, 6 (Lage) | Tuchfabrik Draeger (später Quandt), bestehend aus: Verwaltungsgebäude (zuletzt Kreisverwaltung), Wolllager, Lagerhaus, Wäscherei und Trocknerei, Maschinenhaus, Kesselhaus, Schornstein, Färberei, Materiallager, Lichtgang, altem Hochbau, Walke, Presserei, Spinnerei- und Webereihochbau, Treppenturm, Treppenhaus, Schlosserei, Lagerräume, Galerie, Übergang und Einfriedung | Das Verwaltungsgebäude befindet sich auf einer Insel der Dömitz. Erbaut wurde es von 1936 bis 1938 von Hoffmann. | Tuchfabrik Draeger (später Quandt), bestehend aus: Verwaltungsgebäude (zuletzt Kreisverwaltung), Wolllager, Lagerhaus, Wäscherei und Trocknerei, Maschinenhaus, Kesselhaus, Schornstein, Färberei, Materiallager, Lichtgang, altem Hochbau, Walke, Presserei, Spinnerei- und Webereihochbau, Treppenturm, Treppenhaus, Schlosserei, Lagerräume, Galerie, Übergang und Einfriedung |
| 09160484          | Meyenburger Tor 5 (Lage)                        | Villa „Schraube“ mit Einfriedung | | Villa „Schraube“ mit Einfriedung |
| 09160008          | Parkstraße 16 (Lage)                            | Amtsgericht mit Gefängnis | Das Amtsgericht in der Parkstraße 16 wurde von 1910 bis 1911 erbaut. Es ist ein zweigeschossiges Sichtziegelbau. Die Fassade des neugotischen Baus ist mit einem dreiachsigen Risalit strukturiert. Im Hinterhof befindet sich das ehemalige Gefängnis.                       | Amtsgericht mit Gefängnis |
| 09160452          | Perleberger Straße (Lage)                       | Mausoleum der Familie Quandt, auf dem Friedhof | | Mausoleum der Familie Quandt, auf dem Friedhof |
| 09160451          | Perleberger Straße ()                           | Grabstätte für polnische Zwangsarbeiter, auf dem Friedhof | | ein Bild hochladen |
| 09160487          | Perleberger Tor 10 (Lage)                       | Villa | | BW |
| 09160488          | Platz des Friedens (Lage)                       | Gedenkstätte an die Opfer der Explosionskatastrophe im April 1945 | Der Gedenkstein erinnert an die Explosion eines Munitionszuges im Bahnhof Pritzwalk, bei der der Bahnhof zerstört wurde und mehrere hundert Menschen, vor allem Besucher eines gegenüberliegenden Kinos, ums Leben kamen. Er steht in einer Grünanlage gegenüber dem Bahnhof. | Gedenkstätte an die Opfer der Explosionskatastrophe im April 1945 |
| 09160489 Wikidata | Reepergang 10 (Lage)                            | Katholische Kirche mit Gemeindehaus | Die katholische Kirche St. Anna wurde 1905 erbaut. | weitere Bilder |
| 09160698          | Roßstraße 18 (Lage)                             | Wohnhaus | | Wohnhaus |
| 09160490          | Schützenstraße (Lage)                           | Bebauung Schützenstraße | | Bebauung Schützenstraße |
| 09160491          | Schützenstraße 4 (Lage)                         | Haustür | | Haustür |
| 09160492          | Schützenstraße 5 (Lage)                         | Haustür | | Haustür |
| 09160493          | Schützenstraße 7 (Lage)                         | Haustür | | Haustür |
| 09160494          | Schützenstraße 11 (Lage)                        | Haustür | | Haustür |
| 09160495          | Schützenstraße 28 (Lage)                        | Wohnhaus | | Wohnhaus |
| 09160001          | Schützenstraße 29 (Lage)                        | Wohnhaus | | Wohnhaus |
| 09160867          | Schützenstraße 50 (Lage)                        | Wohnhaus | | Wohnhaus |
| 09160002          | Wallstraße 4 (Lage)                             | Wohnhaus | | Wohnhaus |
| 09160499          | Wittstocker Chaussee 3a (Lage)                  | Villa mit Resten der Einfriedung | | Villa mit Resten der Einfriedung |
| 09160500          | Zur Hainholzmühle 24 (Lage)                     | Plastik „Spielende Kinder“ | | Plastik „Spielende Kinder“ |

### Sadenbeck
| ID-Nr.            | Lage                           | Bezeichnung                                                                                | Beschreibung | Bild           |
| ----------------- | ------------------------------ | ------------------------------------------------------------------------------------------ | --- | -------------- |
| 09160552          | Dorfstraße Sadenbeck 27 (Lage) | Pfarrhaus                                                                                  | | Pfarrhaus      |
| 09160555          | Dorfstraße Sadenbeck 31 (Lage) |                                                                                            | | BW             |
| 09161096          | Dorfstraße Sadenbeck 45 (Lage) |                                                                                            | | BW             |
| 09160551 Wikidata | Dorfstraße Sadenbeck 55 (Lage) | Dorfkirche                                                                                 | Die Dorfkirche wurde wahrscheinliche Mitte des 15. Jahrhunderts erbaut. Es ist ein Feldsteinbau mit einem breiten Westturm. Im Jahr 1833 wurde die Kirche verlängert. Die Ausstattung im Inneren ist wesentlichen aus dem 17. Jahrhundert. | weitere Bilder |
| 09160554          | Mittelmühle 2 (Lage)           | Gehöft, bestehend aus Wohnhaus mit Torgebäude, drei Wirtschaftsgebäuden und Hofpflasterung | | BW             |

### Sarnow
| ID-Nr.            | Lage                        | Bezeichnung                                                                 | Beschreibung                                                                                                 | Bild                                                                        |
| ----------------- | --------------------------- | --------------------------------------------------------------------------- | --- | --------------------------------------------------------------------------- |
| 09160955          | Dorfstraße Sarnow 31 (Lage) | Gehöft, bestehend aus Wohnhaus mit Einfriedung und zwei Wirtschaftsgebäuden | Gehöft; um 1900                                                                                              | Gehöft, bestehend aus Wohnhaus mit Einfriedung und zwei Wirtschaftsgebäuden |
| 09160060 Wikidata | Dorfstraße Sarnow 38 (Lage) | Dorfkirche                                                                  | Die evangelische Kirche wurde wahrscheinlich um das Jahr 1500 erbaut. Im Inneren eine Kanzel aus dem Barock. | weitere Bilder                                                              |

### Schönhagen
| ID-Nr.            | Lage                            | Bezeichnung              | Beschreibung | Bild                     |
| ----------------- | ------------------------------- | ------------------------ | --- | ------------------------ |
| 09160501          | Dorfstraße Schönhagen 12 (Lage) | Dorfkirche               | Die evangelische Kirche wurde Ende des 15. Jahrhunderts erbaut. Es ist ein Saalbau mit einem Westturm, im Süden befindet sich eine Vorhalle. Der Kanzelaltar wurde wahrscheinlich um 1694 erstellt. Der Taufengel stammt aus dem ersten Viertel des 18. Jahrhunderts. | Dorfkirche               |
| 09160504 Wikidata | Dorfstraße Schönhagen 14 (Lage) | Pfarrhaus                | | Pfarrhaus                |
| 09160502          | Dorfstraße Schönhagen 15 (Lage) | Wohnhaus mit Einfriedung | | Wohnhaus mit Einfriedung |
| 09160503          | Dorfstraße Schönhagen 31 (Lage) | Wohnhaus                 | | Wohnhaus                 |

### Steffenshagen
| ID-Nr.   | Lage                               | Bezeichnung                 | Beschreibung | Bild                        |
| -------- | ---------------------------------- | --------------------------- | --- | --------------------------- |
| 09160910 | Dorfstraße Steffenshagen (Lage)    | Dorfkirche                  | Die evangelische Kirche wurde wahrscheinlich im 14. Jahrhundert erbaut. Es ist ein Feldsteinbau mit Dachturm. Von 1920 bis 1922 wurde die Kirche nach einem Brand neu errichtet, dabei wurden eklektizistische Formen verwendet. Die Innenausstattung im neubarocken Stil wurde 1921 erbaut. Ausmalung von Robert Sandfort | Dorfkirche                  |
| 09161099 | Dorfstraße Steffenshagen 17 (Lage) | Wohnhaus und Scheune        | Wohnhaus und Scheune; Wohnhaus aus Fachwerk und Ziegelausfachung, Scheune aus Fachwerk und Lehmstakenausfachung; bd. um 1800. | Wohnhaus und Scheune        |
| 09160578 | Dorfstraße Steffenshagen 38 (Lage) | Bauernhaus und Stallgebäude | Gebäudeensemble aus Fachwerkgebäude mit Ziegel- und Lehmstakenausfachung sowie Stallgebäude aus Feldstein und Ziegel. | Bauernhaus und Stallgebäude |

### Streckenthin
| ID-Nr.            | Lage                                | Bezeichnung                           | Beschreibung | Bild                                  |
| ----------------- | ----------------------------------- | ------------------------------------- | --- | ------------------------------------- |
| 09160051          | Streckenthiner Dorfstraße 19 (Lage) | Gutshaus mit Pferdestall und Vorplatz | Das ehemalige Herrenhaus wurde im Jahre 1823 erbaut, 1913 im klassizistischen Stil umgebaut. Es ist ein eingeschossiges Haus mit einem Mansardwalmdach. Vor dem Eingang befinden sich eine Freitreppe und ein Altan mit Säulen. | Gutshaus mit Pferdestall und Vorplatz |
| 09160050 Wikidata | Streckenthiner Dorfstraße 25 (Lage) | Dorfkirche                            | Die evangelische Kirche wurde im späten 16. Jahrhundert erbaut, und Ende des 17. Jahrhunderts umgebaut. Es ist ein rechteckiger Fachwerkbau.                                                                                    | weitere Bilder                        |

### Wilmersdorf
| ID-Nr.            | Lage                          | Bezeichnung | Beschreibung | Bild           |
| ----------------- | ----------------------------- | ----------- | --- | -------------- |
| 09160606 Wikidata | Dorfstraße Wilmersdorf (Lage) | Dorfkirche  | Die evangelische Dorfkirche wurde im Jahre 1813 erbaut. Es ist ein Fachwerkgebäude mit einem Turm. Im Inneren eine Hufeisenempore und ein Kanzelaltar aus der Zeit um 1813. | weitere Bilder |

## Ehemalige Baudenkmale
| ID-Nr. | Lage                            | Bezeichnung               | Beschreibung | Bild |
| ------ | ------------------------------- | ------------------------- | ------------ | --- |
|        | Pritzwalk Marktstraße 30 (Lage) | Wohnhaus mit Seitenflügel |              | [[Vorlage:Bilderwunsch/code!/C:53.14973,12.178842!/D:Pritzwalk Marktstraße 30, Wohnhaus mit Seitenflügel!/\|BW]] |
|        | Pritzwalk Wallstraße 12 (Lage)  | Wohnhaus                  |              | Wohnhaus |